# GMR (tijdschrift)
GMR (spreek uit: Gee-Em-Er) was een Nederlandstalig tijdschrift over computerspellen. Het was een uitgave van HUB Uitgevers. GMR verscheen tweemaandelijks; het eerste nummer verscheen op 9 november 2006, het laatste nummer in december 2008. De redactie maakte bekend te stoppen met het blad wegens tegenvallende advertentie-inkomsten en dalende verkoopcijfers.
GMR was een multiplatform gamesmagazine waarin een team ervaren gamejournalisten schrijft op een volwassen, maar toegankelijke manier over onderwerpen die gamers zouden kunnen interesseren: informatieve previews, kritische recensies, interviews en achtergrondartikelen.